# Salix cavaleriei
Salix cavaleriei är en videväxtart som beskrevs av H. Lév.. Salix cavaleriei ingår i släktet viden, och familjen videväxter. Inga underarter finns listade i Catalogue of Life.